# Kinh tế Ai Cập
Nằm ở phía đông bắc Ai Cập, đồng bằng châu thổ sông Nile là nơi tập trung hầu hết các hoạt động kinh tế của Ai Cập. Trong 30 năm qua, chính phủ đã cải cách lại nền kinh tế tập trung cao được thừa kế từ thời Tổng thống Gamal Abdel Nasser.
Trong những năm 1990, một loạt các thỏa thuận với Quỹ tiền tệ quốc tế, cùng với viện trợ lớn từ nước ngoài do việc tham gia của Ai Cập trong liên minh Chiến tranh vùng Vịnh, đã giúp Ai Cập cải thiện hiệu quả nền kinh tế vĩ mô. Tốc độ cải cách cơ cấu, bao gồm các chính sách tài chính, tiền tệ, tư nhân hóa và các đạo luật kinh doanh mới đã giúp Ai Cập trở thành nền kinh tế thị trường, đầu tư nước ngoài tăng nhanh.
Các chương trình cải cách vẫn đang được tiến hành và chính phủ sẽ cần phải tiếp tục theo đuổi cải cách mạnh mẽ để duy trì tốc độ đầu tư nước ngoài và tăng trưởng, cải thiện điều kiện kinh tế hơn nữa cho người dân. Các ngành xuất khẩu của Ai Cập, đặc biệt là ngành xuất khẩu vàng và khí thiên nhiên có triển vọng tốt.